# Chrysina wolfi
Chrysina wolfi är en skalbaggsart som beskrevs av Ohaus 1912. Chrysina wolfi ingår i släktet Chrysina och familjen Rutelidae. Inga underarter finns listade i Catalogue of Life.